# Deepin
(Motto ufficiale dei membri della Comunità)
Deepin (in precedenza Hiweed Linux o Hiwix) è una distribuzione Linux per personal computer basata su Debian "unstable" e dalla versione 15.10 su Debian "stable". Deepin è stato sviluppato prevalentemente da Wuhan Deepin Technology Co., Ltd. ed utilizza, per impostazione predefinita, l'ambiente desktop Deepin Desktop Environment (DDE) 3.0, che è stato sviluppato usando la libreria multipiattaforma Qt;
Nel sistema sono inclusi altri applicativi tra cui Deepin Music Player, Deepin Movie, Deepin Store, l'emulatore CrossOver, la suite per l'ufficio proprietaria WPS Office e la piattaforma di videogiochi proprietaria Steam della Valve Corporation.

## Presentazione
I membri della Comunità hanno contribuito agli sviluppi, sia in Cina che altrove, ed agiscono seguendo il motto "Libertà, Apertura, Condivisione, Cooperazione". Dal 31 dicembre 2015 alcuni ingegneri Intel collaborano al progetto e dal 29 gennaio 2016 è iniziato un rapporto di collaborazione con Valve Corporation, la software house di videogiochi statunitense che gestisce la piattaforma di vendita online di videogiochi Steam ed il sistema operativo open source SteamOS (anch'esso avente il kernel Linux ed anch'esso basato su Debian). I programmatori di Deepin collaborano allo sviluppo di altre soluzioni software: Qihoo, Sogou, WPS e Maxthon. La distribuzione è disponibile in cinese tradizionale ed è stata tradotta anche in diversi idiomi, tra cui quello inglese, cinese semplificato, francese, tedesco, spagnolo, olandese, danese, italiano, portoghese, russo, portoghese (Brasile), indonesiano, turco, polacco, rumeno, ungherese, ceco, greco, slovacco, bulgaro, arabo, svedese, croato, spagnolo (dell'America Latina), finlandese, hindi (dell'India), malese, ucraino, coreano, giapponese ed ebraico. Vengono fornite immagini d'installazione per Loongson, ARM,  AArch64, RISC-V, x86-64.  
Il sistema operativo impiega i medesimi sistemi di gestione dei pacchetti della distribuzione da cui deriva, APT e dpkg..          Deepin supporta gli standard delle schede madri EFI (per quanto concerne l'architettura IA-64 del processore) e BIOS; il sistema sottostante, Debian, prevede infatti il supporto all'avvio protetto UEFI. Anche Deepin 2014.x supporta tali standard, in quanto il sistema operativo da cui deriva, Ubuntu, ha aggiunto tale compatibilità a partire dalla versione 12.10.
Sono supportati i seguenti File System: btrfs, ext3, ext4, JFS, ReiserFS e XFS.                                                       La versione del kernel Linux è la 4.4 LTS.

## Storia
Il sistema Deepin proviene dal sistema Hiwix, versione 0.1 del 2004. Hiwix 0.1 è stato pubblicato la prima volta il 28 febbraio 2004 ed è una distribuzione Linux che ha una storia più lunga di quella di Ubuntu.
Hiwix è stata la prima distribuzione Linux cinese basata su Debian. L'immagine ISO di Hiwix occupava meno di 300 MB. La distribuzione era originariamente basata su Morphix, ma successivamente, nel 2005, è stata riscritta basandosi su Debian e poi nel 2010, su Ubuntu ed in seguito, nel 2015, su Debian (unstable).
Quando il sistema Hiwix è stato rinominato come Hiweed Linux, Linux Deepin e Deepin, l'ambiente desktop utilizzato di default è stato costantemente modificato. In passato sono stati usati gli ambienti desktop IceWM, Xfce, LXDE e GNOME (versioni 2 e 3, con DeepinGNOME) ma alla fine il team di sviluppo ha deciso di utilizzare un ambiente desktop sviluppato dallo stesso team, il Deepin Desktop Environment (DDE). Il sistema operativo da cui proviene Deepin è cambiato nel corso del tempo, passando da Morphix a Debian e da Debian ad Ubuntu (che a sua volta è una derivata di Debian), fino all'attuale Debian (unstable).
Il team di sviluppo aggiorna periodicamente anche il software di base fornito con il sistema operativo e non solo l'ambiente desktop ed il kernel, al contrario della maggior parte delle altre distribuzioni derivate; le applicazioni fornite in bundle con il sistema sono stabili.  In ordine cronologico, dal meno recente al più recente, sono stati pubblicati in sequenza i seguenti programmi: Deepin Store, Deepin Screenshot, Deepin Music Player, Deepin Movie, Deepin Desktop Environment, Deepin Terminal, Deepin Image Viewer, Deepin Game, Deepin Translator ed il Deepin Boot Maker.
Nel 2009 sono stati aggiunti al progetto alcuni tester e manutentori, conosciuti con gli pseudonimi di "Snd", "ADM" e "Huahua".
Nel 2011 il numero dei programmatori dedicati agli sviluppi è aumentato considerevolmente; il team è ora composto da circa 30 persone che lavorano assiduamente al progetto.
A partire da Linux Deepin 10.12, versione pubblicata il 31 dicembre 2010, la procedura d'installazione è stata arricchita dell'interfaccia grafica (GUI) proposta da Ubuntu.
Il Deepin Media Player, successivamente rinominato in Deepin Music Player e DMusic, è stato aggiunto a partire dalla versione Linux Deepin 12.06, pubblicata il 17 luglio 2012.
Nella versione Deepin 2014, basata su Ubuntu 14.04 LTS, il nome del sistema operativo è stato cambiato da "Linux Deepin" a "Deepin".
A partire dalla versione Deepin 2014.2, il sistema è stato dotato gratuitamente dell'emulatore CrossOver, predisposto per creare uno strato di compatibilità con i sistemi Microsoft Windows.
Da aprile 2015 è stato attivato il nuovo dominio internet deepin.org e sono stati predisposti 70 server mirrors, situati in differenti continenti, per la distribuzione della documentazione e dei file binari di Deepin. Con la pubblicazione di Deepin 2014.3, avvenuta il 28 aprile 2015, è stato aggiunto il supporto ai seguenti idiomi: arabo, danese, ebraico, greco, indonesiano, olandese, polacco, portoghese (Brasile), rumeno, slovacco, tedesco ed ungherese. Nella stessa versione il team di sviluppo ha reso più efficienti e stabili la Dock ed il Control Center; Il nome del sistema operativo è stato cambiato da "Deepin" a "deepin" (con la prima lettera in minuscolo).  Fino alla versione deepin 2014.3 la suite per l'ufficio proprietaria WPS Office era disponibile per il solo mercato cinese e tutte le altre versioni erano provviste di LibreOffice.
Il 6 maggio 2015 il programmatore Steve Ovens ha incluso il DDE nel repository del sistema operativo Antergos, consentendo agli utenti di installare il DDE direttamente dal repository software su un sistema operativo diverso da deepin e che non deriva né da deepin, né da Ubuntu o da Debian (Antergos è infatti una derivata del sistema indipendente Arch Linux).
Con la pubblicazione di deepin 15, avvenuta il 31 dicembre 2015, è stato aggiunto il supporto ai seguenti idiomi: svedese, croato, bulgaro, spagnolo (dell'America Latina), finlandese, hindi (dell'India), malese, ucraino, coreano e giapponese. Il 31 dicembre 2015 è iniziata la collaborazione tra Intel Corporation (la più grande azienda multinazionale produttrice di dispositivi a semiconduttore - microprocessori, dispositivi di memoria, circuiti di supporto alle telecomunicazioni e alle applicazioni informatiche) e gli sviluppatori del progetto deepin. deepin 15 supporta la migrazione delle Web App esistenti in deepin attraverso il progetto Crosswalk di Intel. I suoni di sistema, solo per questa versione, sono stati creati dal produttore musicale cinese Shen Huibin. Il kernel Linux 4.2.0.1 è in versione stabile e migliora il supporto AMDGPU per le schede AMD della serie 4000, Radeon R9 285 Tonga e APU Carrizo, introduce il supporto per le CPU Intel Skylake, aggiunge il supporto UEFI ESRT, il Navigation Controller della Sony PlayStation 4, il Motion Controller della Sony PlayStation 3 ed il mouse Logitech M560.
Con la pubblicazione di deepin 15.1, avvenuta il 29 gennaio 2016, è stata aggiunta la piattaforma di videogiochi proprietaria Steam della Valve Corporation.
La versione 15.1.1, pubblicata il 9 marzo 2016, corregge la visualizzazione delle icone sulla scrivania, un problema che interrompeva l'esecuzione fluente del Launcher ed un problema che impediva il funzionamento consueto della funzionalità di Smart hide.. La versione 15.2, pubblicata il 1 giugno 2016, introduce numerose novità, tra le quali una nuova interfaccia del launcher e miglioramenti della visualizzazione del desktop, Kernel 4.4 LTS ottimizzato e ricompilato dal deepin kernel team, una nuova versione di Crossover 15 preinstallata e nuovi software di default, l'Assistente Remoto ora applicazione indipendente, meglio integrata con il sistema, ottimizzazioni nel Deepin Control Center e del window manager, aggiornamenti di vari pacchetti e bugfix. Il 13 settembre 2016 è pubblicata la versione 15.3, la quale aggiorna i programmi pre-installati, introduce una system tray ottimizzata e personalizzabile nelle dimensioni, una nuova dock impostabile in interfaccia fashion o efficient, con possibilità di modificarne il posizionamento e la dimensione delle icone. Sono presenti nuovi sfondi predefiniti, e cliccando sul desktop è possibile cambiare lo sfondo come la schermata di login.
A partire dalla versione 15.4 non è più liberamente scaricabile per sistemi a 32-bit.

## Cronologia delle pubblicazioni
| Versione             | Data di pubblicazione | Ambiente Desktop               | Sistema sottostante |
| -------------------- | --------------------- | ------------------------------ | ------------------- |
| Hiwix 0.1            | 28 febbraio 2004      | IceWM                          | Morphix             |
| Hiweed Linux 0.2     | 3 marzo 2004          | IceWM                          | Morphix             |
| Hiweed Linux 0.3     | 22 luglio 2004        | Xfce                           | Debian              |
| Hiweed Linux 0.55    | 25 settembre 2004     | Xfce                           | Debian              |
| Hiweed Linux 0.6     | 24 febbraio 2005      | Xfce                           | Debian              |
| Hiweed Linux 1.0     | 25 settembre 2006     | Xfce                           | Ubuntu              |
| Hiweed Linux 2.0     | 17 novembre 2008      | LXDE                           | Ubuntu              |
| Linux Deepin 9.12    | 30 dicembre 2009      | GNOME 2                        | Ubuntu              |
| Linux Deepin 10.06   | 20 luglio 2010        | GNOME 2                        | Ubuntu              |
| Linux Deepin 10.12   | 31 dicembre 2010      | GNOME 2                        | Ubuntu              |
| Linux Deepin 11.06   | 4 luglio 2011         | GNOME 2                        | Ubuntu              |
| Linux Deepin 11.12   | 30 dicembre 2011      | GNOME 3                        | Ubuntu              |
| Linux Deepin 11.12.1 | 29 febbraio 2012      | GNOME 3                        | Ubuntu              |
| Linux Deepin 12.06   | 17 luglio 2012        | GNOME 3                        | Ubuntu              |
| Linux Deepin 12.12   | 19 giugno 2013        | Deepin Desktop Environment 1.0 | Ubuntu              |
| Linux Deepin 12.12.1 | 7 agosto 2013         | Deepin Desktop Environment 1.0 | Ubuntu              |
| Linux Deepin 2013    | 28 novembre 2013      | Deepin Desktop Environment 1.0 | Ubuntu              |
| Deepin 2014          | 6 luglio 2014         | Deepin Desktop Environment 2.0 | Ubuntu              |
| Deepin 2014.1        | 28 agosto 2014        | Deepin Desktop Environment 2.0 | Ubuntu              |
| Deepin 2014.2        | 31 dicembre 2014      | Deepin Desktop Environment 2.0 | Ubuntu              |
| deepin 2014.3        | 28 aprile 2015        | Deepin Desktop Environment 2.0 | Ubuntu              |
| deepin 15            | 31 dicembre 2015      | Deepin Desktop Environment 3.0 | Debian (unstable)   |
| deepin 15.1          | 29 gennaio 2016       | Deepin Desktop Environment 3.0 | Debian (unstable)   |
| deepin 15.1.1        | 9 marzo 2016          | Deepin Desktop Environment 3.0 | Debian (unstable)   |
| deepin 15.2          | 1 giugno 2016         | Deepin Desktop Environment 3.0 | Debian (unstable)   |
| deepin 15.3          | 13 settembre 2016     | Deepin Desktop Environment 3.0 | Debian (unstable)   |
| deepin 15.4          | 19 aprile 2017        | Deepin Desktop Environment 3.0 | Debian (unstable)   |
| deepin 15.4.1        | 21 luglio 2017        | Deepin Desktop Environment 3.0 | Debian (unstable)   |
| deepin 15.5          | 30 novembre 2017      | Deepin Desktop Environment 3.0 | Debian (unstable)   |
| deepin 15.6          | 15 giugno 2018        | Deepin Desktop Environment 3.0 | Debian (unstable)   |
| deepin 15.7          | 20 agosto 2018        | Deepin Desktop Environment 3.0 | Debian (unstable)   |

Il ciclo di pubblicazione delle nuove versioni di deepin è stato modificato da due volte l'anno (a giugno ed a dicembre) a quattro volte l'anno, per consentire la pubblicazione di due nuove versioni (aggiunta di funzionalità) e di due versioni modificate (correzione dei bachi); per esempio, deepin 15.1 è la versione modificata di deepin 15.
Se il lavoro di sviluppo e di test (sia automatizzato con unit test che puntuale - cioè svolto dai tester) non vengono completati, si tende a ritardare la data di pubblicazione delle nuove versioni, al fine di garantire la qualità del prodotto.

## Requisiti di sistema
|                                  | CPU                      | RAM | Spazio libero sul disco fisso |
| -------------------------------- | ------------------------ | --- | ----------------------------- |
| Requisiti minimi di sistema      | Intel Pentium IV 2.0 GHz | 2GB | 10GB                          |
| Requisiti di sistema consigliati | Intel Core 2 2.0 GHz     | 4GB | 20GB                          |

Configurazione raccomandata di installazione (versione 20.9 del 18.04.2023)
- Processore: 2.0GHz multi-core o più;
- Memora: 8GB o più di memoria fisica;
- Hard disk: 64GB o più di spazio disponibile, è raccomandata l'installazione in un SSD (solid state drive);
- Monitor: 1920*1080 o risoluzione schermo più elevata.[22]

Sopra è indicata la configurazione minima del sistema; il sistema operativo funziona con processori aventi un'architettura a 64 bit. Per eseguire l'avvio del sistema da Live CD (senza installazione del sistema sul disco rigido), si ha bisogno di un DVD vuoto o di un dispositivo di archiviazione flash USB con una capienza di 2 GB.
deepin 2014.3 e le versioni precedenti non offrono il pieno supporto alle macchine virtuali, pertanto per provare la distribuzione, il team di Application Maintenance (AM) consiglia l'avvio della stessa da Live CD o l'installazione del sistema.

## Applicazioni in primo piano
Al fine di rendere immediatamente operativo il sistema per l'utente finale, deepin è provvisto di applicazioni sviluppate dallo stesso gruppo di sviluppo.Tra le applicazioni di default figurano anche Google Chrome, Spotify, Skype, Mozilla Thunderbird, Simple Scan.
Le applicazioni fornite si suddividono in due branche principali: quelle appartenenti all'ambiente desktop e quelle presenti nella collezione deepin.
Il codice sorgente di tutto il software è aperto e tutto il software viene pubblicato in conformità con le specifiche del protocollo GNU General Public License V3 pubblicate dalla Free Software Foundation.
Le applicazioni appartenenti alla collezione deepin sono tradotte in 20 lingue.

### Deepin Desktop Environment

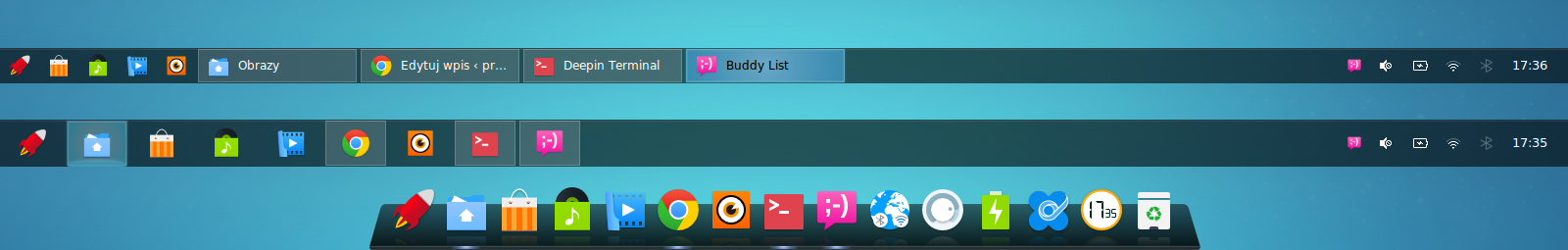
Modalità di visualizzazione della dock

Poiché GNOME limita la personalizzazione dell'ambiente desktop,                  i problemi sono sorti con l'adozione della DeepinGNOME Shell, sviluppata basandosi sulla GNOME 3 Shell. Il Deepin Desktop Environment è stato introdotto al fine di rendere l'ambiente desktop più accattivante esteticamente, veloce, leggero e personalizzabile.
La versione 3.0 del Deepin Desktop Environment è stata sviluppata impiegando la libreria multipiattaforma Qt mentre la versione precedente (2.0) utilizzava la tecnologia HTML5 e WebKit.    Il DDE è principalmente composto da desktop, Launcher, Dock e dal Deepin Control Center. Tranne la parte di front-end del Deepin Control Center, che è stata realizzata utilizzando la tecnologia QML, e la parte di back-end dello stesso, scritta in linguaggio Go, le altre parti del DDE 2.0 sono state tutte realizzate in HTML5 e WebKit, rendendo possibile l'implementazione di plugin di terze parti per l'ambiente desktop deepin, come ad esempio il plugin che fornisce le previsioni meteorologiche o quello del calendario, anche agli sviluppatori che conoscono il solo linguaggio di scripting JavaScript.
Il team di AM di deepin, nel corso del DAU 2013, ha anticipato che verranno presto aggiunte funzionalità più intelligenti al Deepin Desktop Environment, come il Deepin Voice Assistant.
Al movimento del puntatore del mouse verso gli "Angoli di navigazione", ossia i quattro angoli del display, si eseguono altrettante azioni differenti:
- angolo in alto a sinistra: avvio del Launcher;
- angolo in basso a sinistra: nasconde tutto e mostra la scrivania (il Desktop);
- angolo in alto a destra: non esegue alcuna azione predefinita. L'azione da compiere va impostata esplicitamente;
- angolo in basso a destra: avvia il pannello di controllo.

Tra gli altri comportamenti peculiari del DDE, si segnala quello del trascinamento di un'icona sopra ad un'altra presente sul Desktop, che induce il sistema a produrre una cartella sul Desktop e ad includere in essa entrambe le icone.
La Dock può presentarsi in tre modalità di visualizzazione differenti:
- Modalità fashion: lo stile ricorda la Dock di Mac OS X;
- Modalità efficiente: lo stile ricorda la barra delle applicazioni di Microsoft Windows 7;
- Modalità classica: una combinazione dello stile della barra delle applicazioni di Microsoft Windows 7 e di quello della barra delle applicazioni di Microsoft Windows XP. Si tratta di una modalità eliminata a partire da Deepin 15.3.

#### Deepin Control Center
Il Deepin Control Center (precedentemente chiamato Deepin System Settings) è un modulo annesso al Deepin Desktop Environment. Questo programma consiste in un pannello che spunta sul lato destro dello schermo, fornendo agli utenti il controllo della configurazione del sistema.

### Software originale

#### Deepin Store

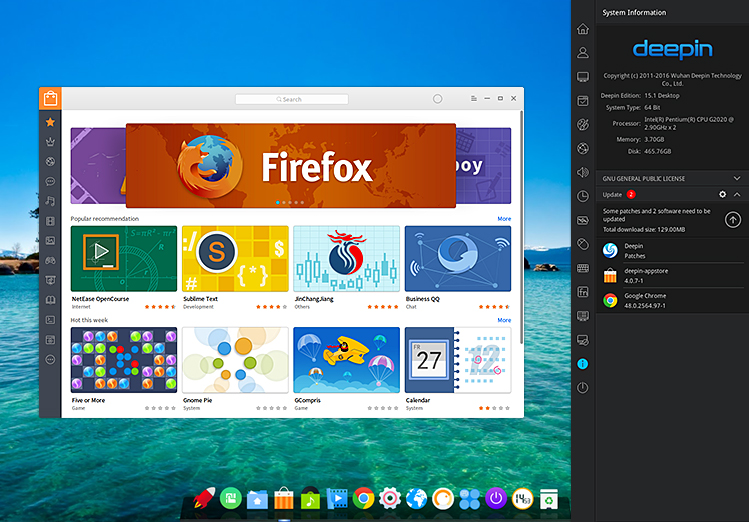
Deepin Store in deepin 15.1.

Deepin Store è un negozio virtuale di software che viene fornito con il sistema deepin. Può essere usato per cercare le applicazioni, installarle, aggiornarle e disinstallarle.
In Deepin Store sono raccolte più di 2.600 applicazioni. Il Deepin Store fornisce un meccanismo di modifica del tema visivo preinstallato. Il Deepin Software Centre sarà disponibile anche per Ubuntu e Debian.
Attualmente l'ultima versione di questo software è la 4.0.

#### Deepin Music Player
Deepin Music Player è un software musicale sviluppato dal team di AM. Può connettersi ai servizi musicali on-line ed ha anche funzioni di ricerca dei testi, di scaricamento degli stessi, di visualizzazione dei testi sul desktop, di scaricamento della cover degli album e può riprodurre i brani anche senza connessione Internet; consente la gestione delle informazioni dei brani musicali e la personalizzazione del tema visivo preinstallato. Il programma supporta inoltre estensioni di terze parti (plugin).
Attualmente l'ultima versione di questo software è la 2.3.

#### Deepin Movie
Il Deepin Movie è un lettore video versatile che utilizza FFmpeg come codificatore di base (la libreria è pertanto libavcodec) e supporta molteplici formati video, oltre che il passaggio a modalità di riproduzione differenti. Tra le funzionalità offerte compaiono l'anteprima dei testi durante la riproduzione dei filmati,              i sottotitoli online, il servizio di cattura schermata del video, la conversione del formato video, la riproduzione di CD e la personalizzazione dei temi.
Attualmente l'ultima versione di questo software è la 2.2.

#### Deepin Screenshot
Il Deepin Screenshot è un programma con la funzionalità di cattura schermata che supporta l'identificazione intelligente delle finestre (premendo la combinazione di tasti Ctrl+Alt+A), la selezione manuale dell'area da catturare, la modifica delle immagini, l'applicazione di un ritardo temporale antecedente la cattura della schermata (premendo simultaneamente i tasti Ctrl+PrintScreen), la condivisione del risultato nei social network (Twitter e Sina Weibo), una varietà di opzioni di memorizzazione del risultato ed altre funzioni.
Attualmente l'ultima versione di questo software è la 3.1.

#### Deepin Terminal

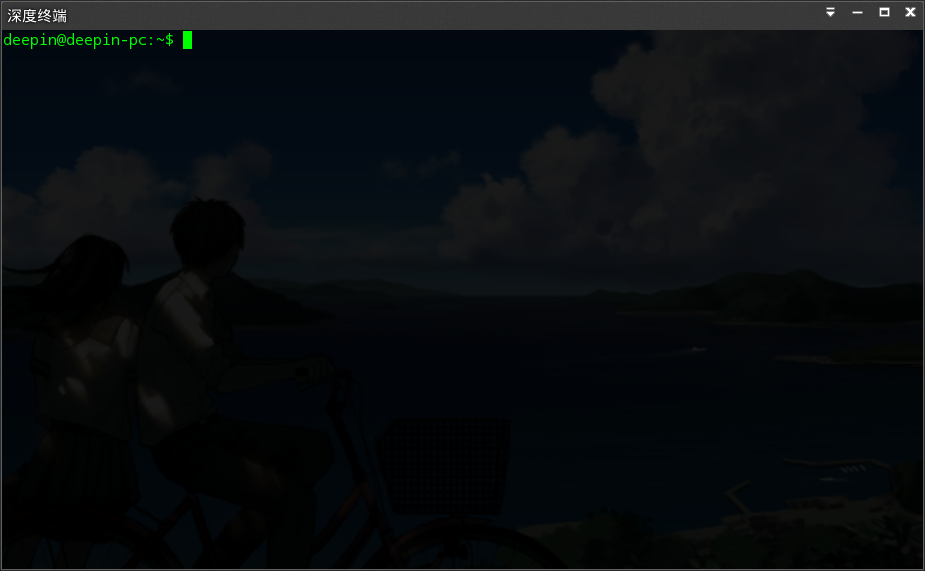
Deepin Terminal

Il Deepin Terminal è un terminale sviluppato sulla base dell'interfaccia utente di deepin. Il terminale è dotato della capacità di regolare, in tempo reale, la trasparenza dello sfondo, di personalizzare la famiglia di caratteri adottata e la dimensione dei caratteri, di definire i tasti di scelta rapida e altre funzioni; fornisce funzionalità utili come la suddivisione dello schermo e dell'area di lavoro.
deepin eredita i comandi da terminale di Ubuntu.
La scorciatoia da tastiera per far apparire il terminale è Ctrl+Alt+T.
Il comando sudo viene utilizzato per eseguire le operazioni con i permessi di amministratore e richiede l'immissione della parola d'accesso relativa alle credenziali amministrative.
Per incollare nel terminale il testo copiato negli appunti del sistema, si preme contemporaneamente la combinazione di tasti Ctrl+Maiusc+V.
Attualmente l'ultima versione di questo software è la 2.1.

#### Deepin Image Viewer
Deepin Image Viewer è un software in cui è possibile importare immagini e creare album. Le immagini sono visualizzabili in fullscreen (F11), è possibile avviarne slide show (F5), oltre che modificarne la posizione in senso orario (Ctrl + R) o antiorario (Ctrl + Shift + R).
Attualmente l'ultima versione di questo software è la 1.1.

#### Deepin Translator
Deepin Translator è un piccolo software di traduzione che invoca il traduttore online di Google per ottenere una traduzione del testo digitato. Supporta la traduzione di una dozzina di lingue e può ricorrere all'utilizzo della tecnologia OCR, il sistema di riconoscimento ottico dei caratteri dattiloscritti per realizzare la traduzione di parole rilevate nelle immagini.
Limitatamente alle sole versioni in cinese semplificato, a partire da deepin 2014.3, il Deepin Translator è stato sostituito dal dizionario Youdao per Linux v1.0.
Attualmente l'ultima versione di questo software è la 1.0.

#### Deepin Game
Deepin Game è una piattaforma di gioco semplice che include un gran numero di giochi di alta qualità dalle dimensioni contenute. Al momento tutti i giochi disponibili sono giochi Adobe Flash.
Similmente al Deepin Store, i vari giochi sono organizzati per categorie. Al momento, però, molti giochi non sono ancora stati tradotti in inglese, né in altre lingue diverse dal cinese tradizionale.
Attualmente l'ultima versione di questo software è la 1.0.

#### Deepin Installer
Il Deepin Installer è un programma d'installazione speciale del sistema deepin. Quando si utilizza questo programma, gli utenti devono solo indicare il percorso in cui installare il sistema e poi possono completare l'installazione. È diverso dagli strumenti d'installazione del sistema Linux precedenti, che richiedono partizioni e altre procedure farraginose.
Attualmente l'ultima versione di questo software è la 1.4.

#### Deepin Boot Maker
Deepin Boot Maker è uno strumento che consente agli utenti di creare un disco d'avvio del sistema deepin. Questo software supporta le tre piattaforme più popolari, Windows, Mac OS X e Linux.
Attualmente l'ultima versione di questo software è la 1.1.

## Riconoscimenti
- Il team di sviluppo ha contribuito notevolmente alla traduzione in cinese tradizionale dei documenti della comunità Debian.
- Nel 2012 e nel 2014 ha vinto il riconoscimento di prodotto eccellente nella sezione "Sistemi Operativi" dell'Open Source Contest dell'area nordorientale asiatica e della Cina, del Giappone e della Corea del Sud.
- Ha raggiunto la posizione più alta nella classifica dei sistemi operativi Linux cinesi più utilizzati al mondo[27], stando alle statistiche offerte dal sito Web DistroWatch.com (DistroWatch è il sito Web del sistema di monitoraggio della popolarità delle distribuzioni Linux, a livello planetario ). Viene usato in quaranta Paesi diversi ed è stato scaricato decine di milioni di volte.[14]

## Galleria d'immagini

### Deepin Desktop Environment

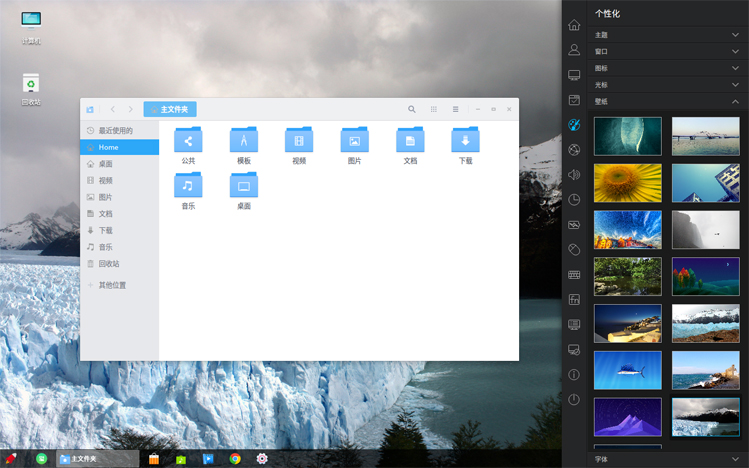
Schermata catturata del File manager di deepin 15, 29 dicembre 2015.
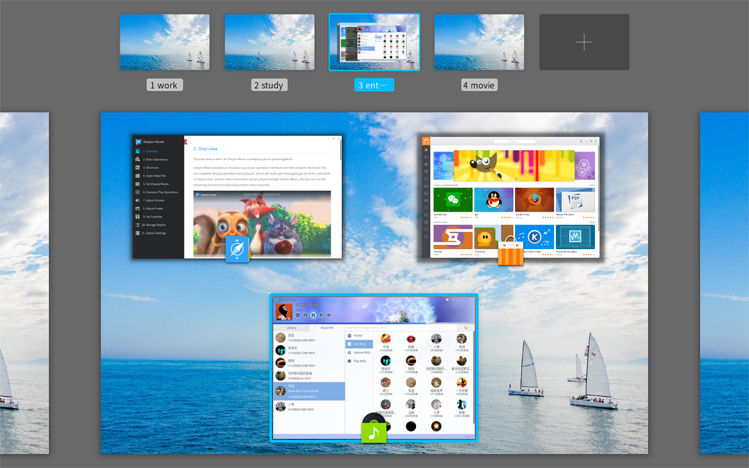
Schermata catturata durante lo slittamento del focus da un'applicazione alla successiva in deepin 15, 30 dicembre 2015.